# Liste der Baudenkmäler in Rögling

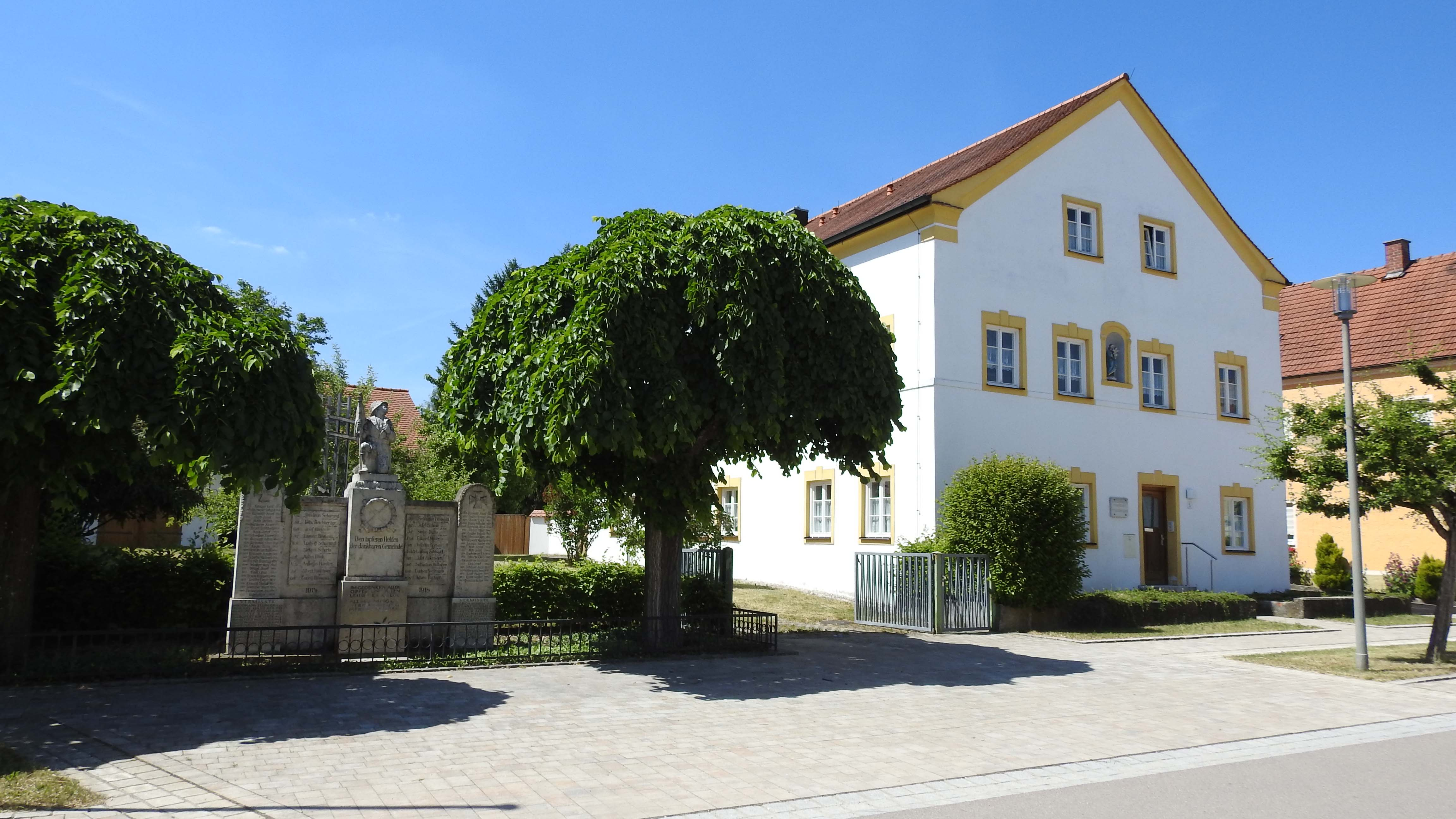
Pfarrhof und Kriegerdenkmal in Rögling

Auf dieser Seite sind die Baudenkmäler in der schwäbischen Gemeinde Rögling zusammengestellt. Diese Tabelle ist eine Teilliste der Liste der Baudenkmäler in Bayern. Grundlage ist die Bayerische Denkmalliste, die auf Basis des Bayerischen Denkmalschutzgesetzes vom 1. Oktober 1973 erstmals erstellt wurde und seither durch das Bayerische Landesamt für Denkmalpflege geführt wird. Die folgenden Angaben ersetzen nicht die rechtsverbindliche Auskunft der Denkmalschutzbehörde.

## Baudenkmäler
| Lage                         | Objekt                                      | Beschreibung | Akten-Nr.    | Bild                   |
| ---------------------------- | ------------------------------------------- | --- | ------------ | ---------------------- |
| Kapellenstraße 18 (Standort) | Katholische Kapelle St. Johannes der Täufer | Saalbau mit dreiseitigem Schluss, im Kern 15. Jahrhundert, 1722 unter Verwendung älterer Reste neu errichtet oder stark verändert; mit Ausstattung | D-7-79-206-6 | BW                     |
| Kirchplatz 4 (Standort)      | Stadel                                      | Flachsatteldachbau mit Fachwerk im Obergeschoss und Hakenschopf, 18. Jahrhundert | D-7-79-206-3 | BW                     |
| Kirchplatz 5 (Standort)      | Katholische Pfarrkirche St. Peter und Paul  | Durch zahlreiche Neu- und Anbauten auf annähernd kreuzförmigem Grundriss ein Saalbau mit eingezogenem Rechteckschor, seitlich daran anschließenden, durch Rundbögen geöffneten, aus den Umfassungsmauern vorkragenden Kapellenanbauten, östlich eindringendem, aus der Achse geschobenem Turm mit Deutschem Band, Bogenfries und Zeltdach sowie mit Sakristeianbau im Südosten, Außenbau mit unterschiedlich hohen Dächern, Turmunterbau 14. Jahrhundert, 1727 um das vierte Geschoss erhöht, 1733 Neubau des Langhauses durch Hans Jörg Kaiser, 1775 Anbau der nördlichen Kapelle, 1894 Anbau der südlichen Kapelle und der Sakristei; mit Ausstattung; Friedhofsmauer, im Süden einzelne Abschnitte historisch, im Kern wohl 18. Jahrhundert | D-7-79-206-1 | weitere Bilder         |
| Nadlerstraße 5 (Standort)    | Katholisches Pfarrhaus                      | Zweigeschossiger Satteldachbau mit Putzrahmen um Fenster und Figurennische, im Kern 1708 von Christoph Engelsdorfer, 1775 nach Brand wieder aufgebaut, neubarock überarbeitet | D-7-79-206-5 | Katholisches Pfarrhaus |